# Ключевая (группа)
«Ключевая» — российская рок-группа, основанная в 1997 году в Москве Максимом Аншуковым и Александром Люльковым. Официальная история группы отсчитывается с концерта 5 ноября 1997 г. Бессменный лидер и вокалист — Максим Аншуков, он же является автором песен «Ключевой».
Группа определяет своё творчество как находящееся в рамках русского гитарного рока с элементами фолк-рока. Важная роль отдана лирике и смыслу слова в текстах песен.
Наиболее известными песнями являются «Шукшинка» (дуэт с Дмитрием Ревякиным), «Уметь прощать», «Свеча», «Журавли».
На счету у группы 5 студийных альбомов, один из которых — на виниловой пластинке, а также EP и отдельные синглы.

## Название
Лидер коллектива Максим Аншуков неоднократно в интервью объяснял появление названия. По его словам, «философии в названии нет, и вообще, когда называешь группу, надо поменьше философствовать. Название должно быть универсальным, отражать суть собравшихся вместе творческих единиц. Когда я принес на одну из репетиций название „Ключевая“, то все приняли его, хотя и не сразу. Пришлось его какое-то время попереваривать».

## История

### Рождение коллектива
Уроженец Казани Максим Аншуков вырос в подмосковном Чехове, где в 1991 году собрал свою первую группу «Точка над i», в которой также начинали Александр Логунов (поэт, автор-исполнитель) и Максим Гавриленко (профессиональный гуслист, группа «Ладони»). В 1994 году поступил в МГУКИ на Кафедру режиссуры и мастерства актёра. В университете Максим познакомился с музыкантами ташкентской группы «Игрушка из Египта», в которой вскоре стал играть на гитаре и исполнять несколько песен собственного сочинения. Барабанщиком в группе был Александр Люльков. Впоследствии Максим и Александр создали собственный коллектив, который в 1997 году было решено назвать «Ключевая»
Летом 1997 года начались репетиции на базе театра ДСВ при МГУ. Вскоре к группе присоединились Иван Савыденко (гитара), Алексей Шелудченко (бас-гитара) и Иван Ткачев (гитара).
5 ноября 1997 года состоялся первый концерт в театре ДСВ при МГУ. Этот день официально считается днём рождения группы.

### Начало творчества (1998—2002)

#### «Тонко»
Летом 1998 года группа приступила к записи дебютного альбома с рабочим названием «Тонко». Работа велась в течение всего лета на студии «Эрио-РекордЪ». Ещё до выпуска альбома песня «Майя Плисецкая» встала в ротацию на радио «Серебряный дождь», и это стало первым попаданием в эфир. В этот же период началась активная концертная деятельность — сначала в Москве, впоследствии — по городам России и фестивалям.
1 июня 1999 года при содействии директора группы «Калинов мост» Ольги Суровой альбом «Тонко» был выпущен компанией «ХобГоблин».

#### «Ан нет»
В мае 2001 года «Ключевая», совместно с группой «Регулярные части авантюристов», выпустила интернет-сингл «Город», в который вошли песни «Город» и «Соли». Таким образом, коллектив стал одним из первых в России, кто испробовал такой формат выпуска песен.
К тому времени на студии «Фильмэкспорт» уже велась работа по записи второго альбома — «Ан нет». Выпущен он был корпорацией «РАЙС Лис’С» под лейблом Extraphone в 2002 году в двух форматах — на CD и на кассете.

### Становление (2003—2012)

#### «Ноты в воздух»
С 2003 года лидер группы Максим Аншуков всё больше уделял внимание сольному творчеству, что было реализовано в его акустических альбомах («Небо на шее» и «Гирлянда забавных приключений», 2003. Однако в это же время велась работа и по записи следующего альбома «Ключевой» — «Ноты в воздух». Альбом увидел свет в 2005 году на CD, выпущен был петербургской студией «АнТроп». Альбом вышел при содействии администратора группы Анастасии Шафаренко (администратор группы на период 2005—2007 г.). Практически все песни сборника были записаны в Театре Клоунады Терезы Дуровой на студии «Купе», а записанная на студии МГСУ песня «Без поцелуев» впервые для коллектива была сведена в Германии. В альбом также вошла песня «Помнишь» (сл. Дмитрия Растаева, муз. Петра Каминского). К этому периоду творчества относится и выход двух первых клипов группы: в 2007 году — «Помнишь» (реж. Евгений Сабельфельд), в 2009 — «Без поцелуев» (реж. Богдан Дробязко). К 2008 году состав группы «Ключевая» кардинально изменился: сначала в 2007 году в коллективе на гитаре начал играть Роман Смоленцев, а в 2008 на бас-гитару пришел Юрий Иванов. Они являются участниками группы и по сей день.

#### «ВСЕМ’ФРОНТАМ»
Летом 2009 года группа записала свой новый альбом «ВСЕМ’ФРОНТАМ», состоящий из 10 композиций. Запись и сведение производились на студии Pravda Production.
Песни «Эльсинор» и «Роль ребер» из сборника попали в сетку вещания «Нашего радио».
В 2010 году «Ключевая», при поддержке Фонда памяти Виктора Цоя, сыграла свой первый благотворительный концерт, состоящий из песен группы «КИНО». Вырученные деньги были переданы на установку памятника Виктору Цою, который был впоследствии возведён в Санкт-Петербурге (2020). В 2011 году концерт повторился.
Своё 15-летие группа отметила в ноябре 2012 года концертом в столичном клубе Б2.

### От 15-летия — к 20-летию (2012—2017)

#### «Шукшинка», «Далеко-ВысОко»
В 2013 г «Ключевая» записала на студии Владимира Осинского «Хранители» песни «Шукшинка» и «Далеко-ВысОко». В аранжировке приняли участие Константин Ковачев (бас-гитара) и Сергей Старостин (духовые, «Шукшинка»). В этом же году был снят клип «Далеко-ВысОко» (режиссер Виталий Жидков, оператор Евгений Сабельфельд), который группа посвятила памяти команды хоккейного клуба «Локомотив», погибшей в авиакатастрофе в 2011 году. Впоследствии клип был включён в число номинантов премии «Страна» (2015).
В 2014 «Шукшинка» была перезаписана дуэтом с Дмитрием Ревякиным. Позже трек попал в ротацию «Нашего радио» и в его хит-парад «Чартова Дюжина», где задержался на несколько недель.
В том же году группа приняла участие в большом фестивале «Воздух», где также выступали ДДТ, The Rasmus и другие.

#### «Мирра»
В 2015 году «Ключевая» выпустила сингл «Мирра», к аранжировке которого снова был привлечён Константин Ковачев. Запись была сделана в студии Сергея Дебальского Tower. Клип на песню «Мирра» снял режиссёр Виталий Жидков.
Также в 2015 группа выступила на фестивале «Время колокольчиков» в Ледовом дворце города Череповца.

#### «Хрупкое счастье», «Норд-Вест»
Коллектив продолжил сотрудничество с Константином Ковачевым и Сергеем Дебальским, и новым результатом работы стал выпуск на студии Tower синглов «Хрупкое счастье» в 2015 году и «Норд-Вест» — в 2016 (дуэт с Юлией Тузовой, в аранжировке участвовали музыканты Национального филармонического оркестра под управлением Владимира Спивакова).

#### 20-летие, виниловый альбом «Лети»
В юбилейный для группы 2017 год материалы «Ключевой» (подарки от поклонников, футболка, черновики песен…) были переданы Государственному центральному музею современной истории России для использования в экспозиционно-выставочной деятельности. К своему 20-летию коллектив в 2017 году ограниченным тиражом выпустил виниловый альбом «Лети», в котором были собраны знаковые для группы композиции, вышедшие ранее синглы, кавер-версия на песню группы «Калинов Мост» «Пойдём со мной» и премьеры — «Вселенная» и давшая название альбому песня «Лети». «Пойдём со мной» была записана на Tower studio до выпуска винила — для второй части трибьюта «Калинова Моста». Партию барабанов в песню записал Павел Поцелуев.

### Настоящее время (2018 — н.в.)

#### «Уметь прощать»
Знаковым событием в развитии группы «Ключевая» стал выход песни «Уметь прощать» в 2018 году. Запись была сделана на студиях «Хранители» и Tower, саунд-продюсирование гитарной линии выполнил Константин Ковачев. Песня была представлена в ноябре 2018 в хит-параде «Нашего радио» «Чартова дюжина», после чего была надолго взята в ротацию станции. Также «Уметь прощать» попала на радио «Шансон», где звучит и по сей день.
С 2019 года «Ключевая» начала сотрудничать с лейблом Navigator Records, который с тех пор и по настоящее время выпускает все релизы группы. С этого времени коллектив стал частым гостем в эфирах крупных радиостанций и телеэфиров: #НАШЕТВLIVE на «НАШЕ TV» (октябрь 2019), «Живая струна» на Радио Шансон (ноябрь 2019 и январь 2022), LIVE на «Авторадио» (январь 2020), онлайн-концерт в эфире радио «Комсомольская правда» (июнь 2020)

#### EP «Всё изменилось», кавер «Человек за бортом», сингл «Детям»
В июле 2020 года, к 40-летию со дня смерти Владимира Высоцкого, группа записала кавер на его песню «Человек за бортом». Аранжировка была выполнена Александром Шакировым
Также осенью того года коллектив выпустил мини-альбом — EP «Всё изменилось», в который вошла уже к тому времени известная «Уметь прощать» и три премьерные песни: одноименная мини-альбому «Всё изменилось», а также «Искрит» и «Молоко». В записи клавишных принял участие Александр Шакиров, а партии барабанов сделал Максим Демидов. К инжинирингу гитарной линии снова был привлечён Константин Ковачев. Завершила год «Ключевая» выпуском сингла «Детям» в канун новогодних праздников.

#### 'Синглы «Вечная весна», «Свеча», «Журавли»
В 2021 году «Ключевая» начала сотрудничать и впоследствии объявила о вхождении в свой состав нового участника — Артёма Аматуни. С его помощью (гитары, сведение, мастеринг) был записан сингл «Вечная весна»..
Следующим важным для группы выпуском стал сингл «Свеча», записанный на студии ARTEFAKT PRODUCTION. К аранжировке был привлечён Рушан Аюпов, сыгравший партию баяна. Песня сразу после выпуска попала в хит-парад «Чартова дюжина» и ротацию «Нашего радио», а также разошлась по многим региональным станциям по всей стране.
На волне успеха «Свечи» коллектив в феврале 2022 года выпустил песню «Журавли», которая также сразу попала в ротацию «Нашего радио» и «Чартову дюжину». Над синглом «Журавли» группа работала в том же составе, что и над «Свечой» — запись была на студии ARTEFAKT PRODUCTION, а партию баяна снова сыграл Рушан Аюпов
В октябре вышел альбом Юдоль.
Альбом из песен, написанных в период 2020—2022 г, — неслучайно подоспел именно к 25-летию группы. Этапная пластинка, отражающая как соль времени, так и сам путь коллектива; вмещающая в себя духовную составляющую — переосмысление и внутренний покой и кротость. Отсюда и лаконичность, и притчевость, и неизменный мелодизм и нерв — всё это свойственно нынешней «Ключевой» и является её почерком, написано к аннотации альбома.

## Состав группы

### Нынешний состав
- Максим Аншуков — вокал, электрогитара, акустическая гитара
- Роман Смоленцев — соло-гитара, акустическая гитара, бэк-вокал
- Артем Аматуни — гитара, клавишные, бас-гитара, продюсер, звукорежиссёр
- Юрий Иванов — бас-гитара
- Максим Демидов — ударные
- При постоянной поддержке:
- Александр Шакиров — бэк-вокал, клавишные
- Рушан Аюпов — баян (участие в концертах эпизодическое).

### Сотрудничество
- Константин Ковачев — гитара
- Григорий Завальный — гитара

### Музыканты, участвовавшие в группе
2014—2019 Сергей Дебальский — звукорежиссёр, ушёл но всегда на связи
1997—2019 Александр Люльков — ударные, остался другом группы и помогает идеями
1997, 2001—2002 Иван Ткачев — гитара
1997—1999 Алексей Шелудченко — бас-гитара
1997—2005 Иван Савыденко — гитара (скончался в 2011 году)
1997—2007 Михаил Сухотинский — звукорежиссёр
1999—2004 Роберт Мусин — бас-гитара
2002—2003 Александр Бакузов — клавиши
2004—2008 Александр Подорога — бас-гитара
2005—2007 Виктор Губарев — гитара
2016 Алла Лужецкая — флейта (группа Магелланово Облако)

## Дискография
1. «Тонко», МС, 1999 (записан на студии Василия Лаврова «Эрио Рекордз», выпущен на лейбле «ХобГоблин»)
2. «Город», интернет-сингл, 2001
3. «Ан нет», CD, MC, 2002 (записан на студии «Фильмэкспорт», выпущен компанией «РАЙС-ЛисС» под лейблом Extraphone)
4. «Ноты в Воздух», CD, 2007 (записан на студии «Купе», выпущен на лейбле «АнТроп»)
5. «ВСЕМ’ФРОНТАМ», CD, 2009 (записан на студии Pravda Production, выпущен на лейбле CD-labs)
6. «Далеко-ВысОко», сингл, 2013 (записан на студии «Хранители»)
7. «Шукшинка», сингл, 2014 (дуэт с Дмитрием Ревякиным, записан на студии «Хранители»)
8. «Мирра», сингл, 2015 (записан на студии Tower)
9. «Хрупкое счастье», сингл, 2015 (записан на студии Tower)
10. «Норд-Вест», сингл, 2016 (дуэт с Юлией Тузовой, записан на студии Tower)
11. «Пойдём со мной», кавер-версия на песню «Калинова Моста» (записан на студии Tower)
12. «Лети», виниловый альбом, 2017
13. «Уметь прощать», сингл, 2018 (записан на студии Tower, лейбл Navigator Records)
14. «Человек за бортом», кавер на песню Владимира Высоцкого, 2020 (лейбл Navigator Records)
15. «Всё изменилось», EP, 2020 (лейбл Navigator Records)
16. «Детям», сингл, 2020 (лейбл Navigator Records)
17. «Вечная весна», сингл, 2021 (лейбл Navigator Records)
18. «Свеча», сингл, 2021 (студия ARTEFAKT PRODUCTION, лейбл Navigator Records)
19. «Журавли», сингл, 2022 (студия ARTEFAKT PRODUCTION, лейбл Navigator Records)
20. «Юдоль», альбом, 2022 (студия ARTEFAKT PRODUCTION, лейбл Navigator Records)
21. «Хлопни в ладоши», сингл, 2024 (лейбл Navigator Records)

## Видеография
2007 — «Помнишь» (режиссёр Евгений Сабельфельд)
2009 — «Без поцелуев» (режиссёр Богдан Дробязко)
2013 — «Далеко-ВысОко» (режиссёр Виталий Жидков)
2015 — «Мирра» (режиссёр Виталий Жидков)